# Quận Franklin, Nebraska
Quận Franklin là một quận thuộc bang Nebraska, Hoa Kỳ. Theo điều tra dân số năm 2010, dân số của quận là 3.225 người. Quận lỵ đóng ở Franklin. Quận bắt đầu hình thành vào năm 1867 và đến năm 1871 thì hình thành cơ cấu tổ chức chính quyền. Tên của quận được đặt theo tên của nhà lập quốc Benjamin Franklin.
Trong hệ thống biển số xe của tiểu bang Nebraska, biển số xe của quận Franklin được bắt đầu bằng số 50.